# Muhammad II. al-Mahdi
Muhammad II. al-Mahdi (arabisch محمد المهدي بالله, DMG Muḥammad al-Mahdī bi-ʾllāh; † 1010) war 1009 und 1010 Kalif von Córdoba.
Muhammad war ein Urenkel von Abd ar-Rahman III. Er musste sich aber unter der Regentschaft des Amiriden al-Muzaffar (1002–1008) in Córdoba versteckt halten, als sein Vater Hischam wegen einer Verschwörung hingerichtet wurde. Als dessen Nachfolger Abd ar-Rahman Sanchuelo 1008 einen Feldzug nach León unternahm, organisierte Muhammad im Februar 1009 einen Aufstand in Córdoba, wobei er sich besonders auf die muslimischen Rechtsgelehrten stützte, die der Herrschaft Sanchuelos ablehnend gegenüberstanden.
Als die Stadt unter Kontrolle der Aufständischen war, wurde Hischam II. gezwungen, zu Gunsten von Muhammad zurückzutreten. Beim Versuch die Herrschaft in Córdoba wieder zu erringen, wurde Sanchuelo von seinen Truppen verlassen und getötet. Zwar versuchte Muhammad II. seine Herrschaft zu stabilisieren, indem er unislamische Steuern aufhob, doch führte die Verfolgung der Anhänger des 1002 verstorbenen Statthalters Almansor zu Revolten der Berbertruppen, die unter Almansor angeworben worden waren. Nach der Vertreibung der Berber aus Córdoba im Juni 1009 wurde Muhammad II. am 5. November 1009 vor der Hauptstadt von den Berbern geschlagen. Während Muhammad II. nach Toledo floh, besetzten und plünderten die Berber Córdoba und setzten den Umayyaden Sulaiman al-Mustain als Kalifen ein.
Muhammad II. konnte sich in der Folgezeit mit dem Statthalter al-Wahid von Toledo und den Katalanen verbünden und 1010, nach einem Sieg bei Córdoba erneut den Kalifenthron besteigen. Allerdings wurde er durch den Abzug seiner katalanischen Verbündeten erheblich geschwächt. In dieser Situation wurde Muhammad II. durch einen Putsch der Sklaventruppen gestürzt und getötet. Als Kalif wurde erneut Hischam II. (1010–1013) auf den Thron gehoben.
Mit der Herrschaft von Muhammad II. begann infolge der nun ausbrechenden Machtkämpfe der schnelle Niedergang des Kalifats in Andalusien.